# دون 2
دون 2: عودة الملك  (بالهندية: डॉन २، بالإنجليزية: Don 2: The King is Back) هو فيلم هندي من إخراج فرحان اختر صدر عام 2011 من بطولة شاه روخ خان، بريانكا تشوبرا، بومان إيراني وكونال كابور. يعد الفيلم الجزء الثاني لفيلم (دون:المطاردة تبدأ مرة أخرى) سنة (2006) لنفس المخرج.

## القصة
بعد خمس سنوات من أحداث دون، يجتمع زعماء كارتل المخدرات الأوروبيون لمناقشة قتل دون، لأنه يعرض أعمالهم للخطر من خلال خفض أسعارهم. يعيش دون في تايلاند منذ خمس سنوات، ويذهب إلى مستوطنة نائية لالتقاط شحنة من الكوكايين. يحاصره زملاؤه، الذين يكشفون أنهم عُرض عليهم صفقة من قبل الأوروبيين لبيع الكوكايين من آسيا في أوروبا. ينجح دون في الخروج من المستوطنة بقتل جميع رجاله وتدمير المستوطنة بأكملها. يعود إلى ماليزيا، حيث يستسلم للمحقق مالك وروما، اللذين انضما إلى الإنتربول. يُحكم عليه بالإعدام ويُرسل إلى السجن، حيث يلتقي بمنافسه القديم فاردان.
يحاول فاردان الانتقام من دون لسجنه لكنه يوافق على العمل معه عندما يعرض عليه دون فرصة للهروب. ينجح دون وفاردان في النهاية في الهروب بتسميم السجناء الآخرين. في زيورخ، يلتقي دون برفيقته الموثوقة عائشة، ويستعيدان شريطًا من خزانة سرية كان مفتاحها بحوزة فاردان. يظهر الشريط جيه كيه ديوان، نائب رئيس بنك دي زد بي (البنك المركزي الألماني) المطبعي الأوروبي، وهو يرشو سينجانيا لقتل جيمس فيردن، الاختيار الأصلي لمنصب رئيس البنك، حتى يحصل رئيس ديوان، فابيان كول، على المنصب. قُتل سينجانيا على يد فاردان قبل خمس سنوات. يبتز دون ديوان ليعطيه مخططات البنك حتى يتمكن من سرقة ألواح الطباعة. يعطيه ديوان مخططات مزيفة ويستأجر عبد الجبار، القاتل المميت.
يهرب دون ويرشي جبار للعمل معه بدلاً منه. مع عدم وجود خيار آخر، يعطيه ديوان المخططات الأصلية. يصل روما ومالك إلى برلين ويستجوبان ديوان دون جدوى بينما ينفذ دون وفريقه عملية سطو على بنك. بعد سرقة ألواح الطباعة، يتعرض دون للخيانة من قبل فاردان وجبار، لكنه يهرب بعد أن توقع ذلك. عضو آخر في الفريق يُدعى سمير، التقى به دون في وقت سابق لمناقشة تصرفاته، ويتصل بالشرطة على دون، الذي ينتهي به الأمر بالاعتقال. ومع ذلك، يبتز دون ديوان ليمنحه الحصانة الألمانية مقابل محو أدلة تورطه في مقتل جيمس واردن. يتفاوض مع شرطة برلين والإنتربول بشأن تسليم الألواح وقرص يحتوي على تفاصيل العالم السفلي الأوروبي مقابل سلامة الرهائن وتفكيك القنابل في البنك.
يصل دون وروما إلى فاردان بعد قتال دامٍ مع بلطجيته ويجدان نفسيهما في مواجهة. على الرغم من أوامر فاردان وجبار - ودون نفسه - إلا أن روما غير قادرة على قتل دون ويطلق عليها جبار النار ردًا على ذلك؛ لا تزال لديها مشاعر تجاهه، على الرغم من أنه قتل شقيقها وخطيبته قبل خمس سنوات، ولا تريد أيضًا القيام بذلك بشكل غير قانوني. على الرغم من النكسة، يخضع دون فاردان ويقتل جبار. بعد إلقاء القبض على فاردان، يحصل دون على أوراق حصانته ويسلم اللوحات والقرص كما هو متفق عليه، بينما ينقل روما أيضًا إلى سيارة إسعاف. لاحقًا، يفجر دون قنبلة مزروعة في سيارة ديوان، مما يؤدي إلى مقتل ديوان وتدمير اللوحات التي أخذها على ما يبدو.
في المشهد الأخير، يتبين أن دون لا يزال لديه لوحات العملة الحقيقية، حيث كانت اللوحات التي دمرت في انفجار السيارة مزيفة. كما اتضح أن سمير كان مخلصًا لدون؛ كان إبلاغ الشرطة جزءًا من خطة دون، وأن القرص يحتوي في الواقع على أسماء زعماء الكارتل الأوروبيين الذين تآمروا لقتل دون. ونتيجة لذلك، يتم القبض على كول وزعماء الكارتل الأوروبيين وإرسالهم إلى السجن إلى جانب فاردان. بعد نجاحه في الإطاحة بفاردان والزعماء الأوروبيين، يصبح دون ملك العالم السفلي الأوروبي مع سمير وعائشة إلى جانبه.

## توزيع الأدوار
- شاه روخ خان: دون، رجل عصابات هارب
- بريانكا تشوبرا: روما، شرطية تبحث عن دون
- كونال كابور : سمير علي، هاكر معلوماتي
- بومان إيراني : فاردان، رجل عصابات منافس لدون
- أوم بوري : مالك ، ضابط إنتربول
- لارا دوتا: عائشة، صديقة وشريكة دون
- ساهيل شروف : أرجون، صديق روما
- علي خان : جي كا ديوان
- نواب شاه : جبار ، شريك فاردان
- فلوريان لوكاس : شرطي ألماني
- هريثيك روشان : مشاركة استثنائية

## الجوائز
فاز الجزء الثاني من فيلم دون 2  ب14 جائزة و19 ترشيحا في مختلف مهرجانات بوليوود.
| مهرجان                                             | فئة                                                   | المرشح                     | النتيجة |
| -------------------------------------------------- | ----------------------------------------------------- | -------------------------- | ------- |
| جوائز فيلم فير النسخة 57                           | أحسن فيلم                                             | فرحان اختر ريتيش سيدواني   | رُشِّح     |
| جوائز فيلم فير النسخة 57                           | أحسن مخرج                                             | فرحان اختر                 | رُشِّح     |
| جوائز فيلم فير النسخة 57                           | أحسن ممثل                                             | شاه روخ خان                | رُشِّح     |
| جوائز فيلم فير النسخة 57                           | أفضل فيلم حركة                                        | ماتياس بارش                | رُشِّح     |
| جوائز فيلم فير النسخة 57                           | أفضل مصمم صوت                                         | ناكول كامتي                | فوز     |
| جوائز فيلم فير النسخة 57                           | أفضل أداء في دور شرير                                 | بومان إيراني               | فوز     |
| جوائز الشاشة (الهند) النسخة 18                     | احسن ممثل (شعبي)                                      | شاه روخ خان                | فوز     |
| جوائز الشاشة (الهند) النسخة 18                     | جائزة نجمة الشاشة الهندية لأفضل ثنائي                 | شاه روخ خان بريانكا تشوبرا | فوز     |
| جوائز الشاشة (الهند) النسخة 18                     | أفضل المؤثرات الخاصة                                  | دون 2                      | رُشِّح     |
| جوائز الشاشة (الهند) النسخة 18                     | أفضل فيلم حركة                                        | ماتياس بارش                | رُشِّح     |
| جوائز زي سيني النسخة 15                            | أفضل فيلم شعبي                                        | فرحان اختر ريتيش سيدواني   | رُشِّح     |
| جوائز زي سيني النسخة 15                            | أفضل مخرج شعبية                                       | فرحان اختر                 | رُشِّح     |
| جوائز زي سيني النسخة 15                            | أفضل إخراج فني                                        | دون 2                      | رُشِّح     |
| جوائز زي سيني النسخة 15                            | أفضل ممثل حسب النقاد                                  | شاه روخ خان                | فوز     |
| جوائز ليونز الذهبية الهندية النسخة 18              | أفضل ممثل ذكر في دور رئيسي                            | شاه روخ خان                | فوز     |
| جوائز ليونز الذهبية الهندية النسخة 18              | أفضل ممثلة نسائية في دور رئيسي                        | بريانكا تشوبرا             | فوز     |
| جوائز اختيار القراء هندوستان تايمز                 | جائزة هندوستان تايمز للقراء لأفضل فنانة ترفيهية       | شاه روخ خان                | فوز     |
| جوائز اختيار القراء هندوستان تايمز                 | جائزة هندوستان تايمز للقراء لأفضل فنانة ترفيهية       | بريانكا تشوبرا             | فوز     |
| جوائز ستارداست النسخة 10                           | فيلم العام                                            | دون 2 (فيلم هندي)          | رُشِّح     |
| جوائز ستارداست النسخة 10                           | مخرج الأحلام                                          | فرحان اختر                 | رُشِّح     |
| جوائز ستارداست النسخة 10                           | أفضل ممثل أفلام إثارة والحركة                         | شاه روخ خان                | رُشِّح     |
| جوائز ستارداست النسخة 10                           | أفضل ممثلة أفلام إثارة والحركة                        | بريانكا تشوبرا             | رُشِّح     |
| جوائز ستارداست النسخة 10                           | ممثل السنة فئة الذكور                                 | بريانكا تشوبرا             | رُشِّح     |
| جوائز النجم الكبير الترفيهية                       | أفضل ممثل إثارة فئة الذكور                            | شاه روخ خان                | رُشِّح     |
| جوائز النجم الكبير الترفيهية                       | أفضل ممثل إثارة فئة النساء                            | بريانكا تشوبرا             | رُشِّح     |
| 1st ETC Bollywood Business Awards                  | أفضل ممثل مربح ما وراء البحار                         | شاه روخ خان                | فوز     |
| 1st ETC Bollywood Business Awards                  | أفضل فيلم منأول نظرة                                  | دون 2 (فيلم هندي)          | فوز     |
| 1st ETC Bollywood Business Awards                  | أفضل شركة إنتاج                                       | ريليانس إنترتاينمنت        | فوز     |
| 1st ETC Bollywood Business Awards                  | أفضل سلسلة سينما ريليانس إنترتاينمنت                  | Reliance BIG Cinemas       | فوز     |
| جوائز الأكاديمية الدولية للفيلم الهندي النسخة 13   | جوائز الأكاديمية الدولية للفيلم الهندي لأفضل ممثل     | شاه روخ خان                | رُشِّح     |
| جوائز الأكاديمية الدولية للفيلم الهندي النسخة 13   | جوائز الأكاديمية الدولية للفيلم الهندي لأفضل دور شرير | بومان إيراني               | رُشِّح     |
| جوائز الشبكة الوطنية للإعلام السينمائي والتلفزيوني | أفضل مخرج                                             | فرحان اختر                 | فوز     |

## وصلات خارجية
- دون 2 على موقع IMDb (الإنجليزية)
- دون 2 على موقع ميتاكريتيك (الإنجليزية)
- دون 2 على موقع روتن توميتوز (الإنجليزية)
- دون 2 على موقع نتفليكس (الإنجليزية)
- دون 2 على موقع قاعدة بيانات الأفلام العربية
- دون 2 على موقع ألو سيني (الفرنسية)
- دون 2 على موقع أول موفي (الإنجليزية)
- دون 2 على موقع بوكس أوفيس موجو (الإنجليزية)
- دون 2 على موقع فيلمافينيتي (الإسبانية)
- دون 2 على موقع قاعدة بيانات الفيلم (الإنجليزية)
- الموقع الرسمي لفيلم دون الجزء 2
- دون 2 (فيلم هندي) السينما.كوم
- دون 2 (فيلم هندي) على موقع بوليوود جسد الثقافة